# Jens Ruge
Jens Ruge (* 4. August 1938 in Kiel; † 1. August 2015 ebenda) war ein deutscher Verwaltungsjurist und Politiker der FDP.

## Leben
Nach dem Abitur 1959 in Plön studierte Ruge Staats- und Rechtswissenschaften und schloss sich 1961 dem Liberalen Studentenbund an, dessen Landesvorsitzender er in Schleswig-Holstein war. Sein Referendariat absolvierte er in Schleswig-Holstein. 1964 wurde er Mitglied der FDP. 1969 wurde er verbeamtet und war unter anderem im Innenministerium des Landes Schleswig-Holstein tätig. 1974 wurde er in den Kreistag des Kreises Rendsburg-Eckernförde gewählt, dem er bis 1986 angehörte.
1975 zog er über die FDP-Landesliste in den Landtag Schleswig-Holstein ein. Wiedergewählt wurde Ruge 1979. Mit Ablauf der Legislaturperiode 1983 schied er zunächst aus dem Landtag aus, war 1987/1988 aber erneut im Landtag vertreten. In dieser Zeit war er Mitglied des Untersuchungsausschusses Barschel/Pfeiffer, der die Barschel-Affäre untersuchte. 1988 wählte ihn die FDP Schleswig-Holstein zum Landesvorsitzenden; 1989 löste ihn Wolfgang Kubicki als Vorsitzender ab.
2006 wurde Ruge zum Landesvorsitzenden der Europa-Union in Schleswig-Holstein gewählt.
Er starb in der Nacht zum 2. August 2015 nach schwerer Krankheit, wenige Tage vor seinem 77. Geburtstag.